# Almochuel
Almochuel es una localidad y municipio de la provincia de Zaragoza, en Aragón, España. Cuenta con una población de 22 habitantes (INE 2024).

## Geografía
Está situado en el sur de la provincia de Zaragoza, a 64 km de la capital y a 275 metros sobre el nivel del mar.
Por el municipio pasa el río Aguasvivas. El embalse de Hoya de Almochuel está ubicado a 2 km del municipio.

## Demografía
Almochuel cuenta con una población de 22 habitantes (INE 2024).
| Gráfica de evolución demográfica de Almochuel entre 1842 y 2021                                                     |
| |
| Población de derecho según los censos de población del INE Población de hecho según los censos de población del INE |

## Economía
Agricultura:  Cereales, olivo, almendro, viñedos, y huerta
 Ganadería:  Caprino, Ovino y Avícola
Fuentes renovables: Placas solares, Molinos

## Administración y política
| Período   | Alcalde               | Partido |  |
| --------- | --------------------- | ------- |  |
| 1979-1983 | Manuel Clavero Bernad | Ind.    |  |
| 1983-1987 |                       |         |  |
| 1987-1991 |                       |         |  |
| 1991-1995 |                       |         |  |
| 1995-1999 |                       |         |  |
| 1999-2003 |                       |         |  |
| 2003-2007 |                       |         |  |
| 2007-2011 | Angel Gascón Moliner  | PAR     |  |
| 2011-2015 | Angel Gascón Moliner  | PAR     |  |
| 2015-2019 | Angel Gascón Moliner  | PAR     |  |

| Partido político    | Partido político                                   | 2003   | 2007   | 2011   | 2015   |
| Partido político    | Partido político                                   | Ediles | Ediles | Ediles | Ediles |
|                     | Partido Aragonés (PAR)                             | 1      | 1      | 1      | 1      |
|                     | Izquierda Unida (IU)                               | —      | —      | —      | —      |
|                     | Partido Popular de Aragón (PP)                     | —      | —      | —      | —      |
|                     | Partido de los Socialistas de Aragón (PSOE-Aragón) | —      | —      | —      | —      |
| Total de concejales | Total de concejales                                | 1      | 1      | 1      | 1      |

## Fiestas
- Fiestas Mayores, 28 de agosto en honor a San Agustín, aunque anteriormente a la guerra civil española sus fiestas eran en honor a San Gervasio y San Protasio.